# بانویل-او-میروار
بانویل-او-میروار (به فرانسوی: Bainville-aux-Miroirs) یک کمون (فرانسه) در فرانسه است که در canton of Haroué واقع شده‌است. بانویل-او-میروار ۶٫۷۶ کیلومتر مربع مساحت دارد ۲۸۷ متر بالاتر از سطح دریا واقع شده‌است.